# Calycera pulvinata
Calycera pulvinata är en calyceraväxtart som beskrevs av J. Rémy. Calycera pulvinata ingår i släktet Calycera och familjen calyceraväxter. Utöver nominatformen finns också underarten C. p. cauligera.